# Nils Tungel
Nils Nilsson Tungel, född 28 februari 1592 i Nyköping, död 13 april 1665 i Stockholm var en svensk ämbetsman.

## Biografi
Nils Tungel var son till tullnären Nils Larsson och Elsa Möö samt bror till Lars Nilsson Tungel och Elisabet Nilsdotter. Efter studier i Uppsala, där han inskrevs 1610, och vid utländska universitet, blev han 1624 referendarie i kungliga kansliet och 1630 kunglig sekreterare samt blev 1651 hovkansler. Han adlades 1637, Från 1627 var han häradshövding i Daga härad i Södermanland, från 1634 häradshövding i Kåkinds härad i Västergötland. Tungel vann både drottning Kristinas och Karl X Gustavs förtroende och användes av dem i flera viktiga uppdrag. Tungel, som redan tidigt misstänktes bland annat för olika bedrägeribrott men då hölls om ryggen av sina beskyddare, avskedades 1661, sedan det visat sig att han gjort sig skyldig till horsbrott tillsammans med Elisabet Larsdotter Cygnea. Han dömdes förlustig sina ämbeten, till böter på 2 000 riksdaler och hans delvis av drottning Kristina bekostade hus på Blasieholmen, Tungelska huset, indrogs.

### Familj
Tungel gifte sig 4 februari 1621 med Catharina Carlsdotter Kuut eller Rosenstielke (död 1651). Hon var dotter till myntmästaren Carl Christoffersson Kuut och Anna Nilsdotter Rosenbanér i Stockholm. De fick tillsammans barnen Anna Tungel (född 1621), Carl Tungel (1624–1685). Elsa Tungel (född 1625) som var gift med fältsekreteraren Samuel Andersson, överstelöjtnanten Lars Lindorm och riksgreven Johan Valentin von Schoultz, vice presidenten Nils Tungel (1628–1694) i Åbo hovrätt, Catharina Tungel (1630–1652) som var gift med översten Henrik Wolffensköld, Elisabet Tungel (född 1632) som var gift med överstelöjtnanten David Gyldenklou, Lars Tungel (född 1633), Anna Tungel (född 1635), lagmannen Johan Tungel (1637–1708), landshövdingen Gustaf Tungel (1638–1698), ståthållaren Adolf Tungel (1640–1688) i Reval, Axel Tungel (1642–1652), Brita Tungel (född 1644) som var gift med landshövdingen Jonas Klingstedt och ståthållaren Gustaf Adolf Strömfelt, Christina Tungel (1646–1715) och Maria Tungel (död 1692).
Tungel gifte sig andra gången 11 januari 1652 med Anna Larsdotter Sneckenfelt (död 1665). Hon var dotter till tullnären Lars Bengtsson och Brita Danielsdotter i Stockholm. Sneckenfelt var änka efter generalkvartermästaren Olof Hansson Örnehufvud. Tungel och Sneckenfelt fick tillsammans barnen överstelöjtnanten Lars Tungel (född 1652) och löjtnanten Bengt Tungel (1653–1679).